# Старият Гринго
„Старият Гринго“ (на английски: Old Gringo) е американски романтичен приключенски филм от 1989 г. на режисьора Луиз Пуенцо, който е съсценарист със Аида Бортник, и е базиран на едноименния роман от 1985 г., написан от мексиканския писател Карлос Фуентес.
Премиерата на филма се състои във филмовия фестивал на Кан през 1989 г., а по-късно е пуснат по кината от 6 октомври 1989 г. и е разпространен от „Кълъмбия Пикчърс“.